# 斯帕尔塔科·班迪内利
斯帕尔塔科·班迪内利（義大利語：Spartaco Bandinelli，1921年3月27日—1997年2月17日），意大利男子拳击运动员。他曾代表意大利参加1948年夏季奥林匹克运动会拳击比赛，获得男子蝇量级银牌。